# Mã sân bay IATA

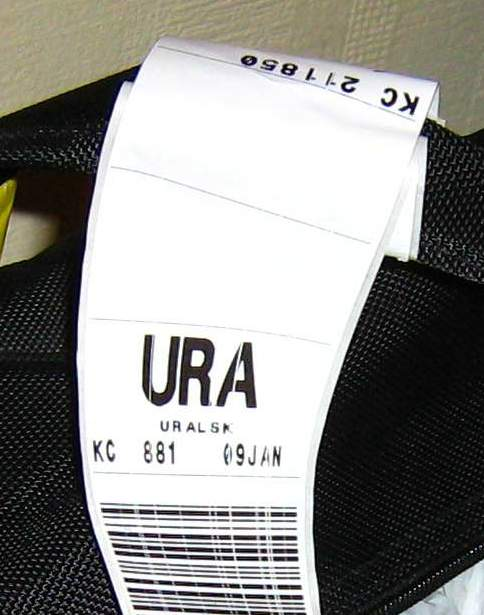
Thẻ hành lý cho chuyến bay đến Sân bay Oral Ak Zhol, có mã sân bay IATA là URA.

Mã sân bay IATA, còn được gọi là mã định danh vị trí IATA, mã trạm IATA hoặc đơn giản là mã định danh vị trí, là mã địa lý gồm ba chữ cái chỉ định nhiều sân bay và khu vực đô thị trên thế giới, được xác định bởi Hiệp hội vận tải hàng không quốc tế (IATA). Các ký tự được hiển thị nổi bật trên thẻ hành lý được đính kèm tại nơi làm thủ tục tại sân bay là một ví dụ về cách sử dụng các mã này.
Việc gán các mã này được Nghị quyết 763 của IATA điều chỉnh và được trụ sở của IATA tại Montreal quản lý. Danh sách các mã được xuất bản nửa năm một lần trong Danh mục mã hóa hàng không của IATA.
IATA cũng cung cấp mã cho các nhà ga đường sắt và cho các đơn vị xử lý sân bay. Một danh sách các sân bay được sắp xếp theo mã IATA có sẵn. Một danh sách các mã nhà ga đường sắt, được chia sẻ trong các thỏa thuận giữa các hãng hàng không và các tuyến đường sắt như Amtrak, Đường sắt Pháp SNCF và Deutsche Bahn. Nhiều cơ quan quản lý đường sắt có danh sách mã riêng cho các ga của họ, chẳng hạn như danh sách mã trạm Amtrak.